# Innovator (Software)
Innovator ist eine Modellierungsplattform, die Unternehmensarchitekturmodellierung, Geschäftsprozessmodellierung, Objektorientierte Analyse und Design (OOAD) sowie relationale und multidimensionale Datenmodellierung bei der Softwareentwicklung unterstützt. Besonders geeignet ist Innovator für den MDA-Einsatz, da das Produkt in der Lage ist, mit UML2-Profilen zur Spracherweiterung in allen unterstützten Notationen zu arbeiten.

## MID GmbH
Das mittelständische Unternehmen MID GmbH entwickelt und vertreibt Innovator seit Mitte der 1980er-Jahre in Eigenregie. Das Software- und Beratungshaus ist in Nürnberg ansässig. Die MID GmbH ist Mitglied bei der Object Management Group (OMG), bei der Open Group und beim Arbeitskreis Software-Qualität und -Fortbildung (ASQF). Das Unternehmen bietet weitere Softwareprodukte an.

## Allgemeines
In Innovator werden Konzepte mittels einer grafischen Notation erstellt und weiterentwickelt, die zur jeweiligen Methode passt. ArchiMate®, Business Process Model and Notation (BPMN), Decision Model and Notation (DMN), relationale und multidimensionale Datenmodellierung (ER/SER/IDEF1X/Data Vault) und Unified Modeling Language (UML) bieten mächtige und eindeutige Spezifikationsmöglichkeiten.
Neben der Modellierung der jeweiligen Themen lassen sich auch Zusammenhänge zwischen Geschäftsprozess, IT-System und den dazu passenden Daten modellieren und dokumentieren. Dies unterstützt unternehmensweite Integrations- und Konsolidierungsvorhaben, wie es die integrierte Informationsverarbeitung und die serviceorientierten Ansätze benötigen.
Üblicherweise existieren in großen Unternehmen etablierte Begrifflichkeiten, die den Mitarbeitern geläufig sind. Günstigsterweise werden Modelle der Realität genau diese Begrifflichkeiten aufgreifen, um den Mitarbeitern ohne großen Lernaufwand die Möglichkeit zu geben, Konzepte (Modelle) zu lesen, zu verstehen und zu erstellen. Domänenspezifische Sprachen (DSL) sind der Fachbegriff hierfür und werden von Innovator effizient unterstützt. Dies geht so weit, dass die grafische Syntax nur noch Mittel zum Zweck ist und niemand mehr merkt, dass er BPMN, DMN, ER, UML usw. einsetzt.
Im Rahmen der industrialisierten Software-Entwicklung müssen nicht nur alle Beteiligten (Business Process Engineer, Software Designer usw.) mit einer eigenen DSL versorgt werden, sondern die DSLs sollten maschinell auswertbar sein, um Automatisierungspotentiale aktivieren zu können. Hier bietet Innovator bewährte grafische Syntaxen (BPMN, UML, ERM u. a.) an, deren Formalisierungsgrad ausreicht, um maschinenlesbar zu sein, denen per DSL Semantik hinzugefügt wurde und durch die die Stärke von bildhafter Darstellung erhalten bleibt.
Innovator verwendet für die Modellierung der Geschäftsprozesse BPMN und UML, so dass eine durchgängige, standardisierte Notation vom Geschäftsprozessmodell bis zum Systemdesignmodell zur Verfügung steht.
Durch die zentrale Repository-Technologie sind Änderungen zeitgleich in allen am Inter-/Intranet angeschlossenen Clients sichtbar, was der Arbeit mit dem Werkzeug einen Groupware-Charakter gibt. Funktionen zum Modellabgleich, zur Änderungsprotokollierung und zur Versionsverwaltung unterstützen u. a. die agile Projektbearbeitung.

## Geschichte
| Version               | erstes Releasedatum | letztes Releasedatum | wesentliche Neuerungen |
| --------------------- | ------------------- | -------------------- | --- |
| 1                     | 1986                |                      | - Struktogrammeditor - Semigrafische Oberfläche auf ASCII-Terminal und PCs mit MS-DOS |
| 2.1 2.2 2.3           | vor 1988            |                      | - Struktogrammdebugger |
| 3.0 3.1 3.2           | vor 1990            |                      | - Semigrafische Analyse- und Designmethode RAD (Requirement Analysis Design) - Generatoren von Design nach Implementierung |
| 4.0                   | Q3/91               | Q2/92                | - Grafische Oberflächen (MS Windows und Motif) |
| 4.1                   | Q2/92               | Q2/93                | - Client/Server-Architektur |
| 4.2                   | Q2/93               | Q2/94                | - Standardmethoden SA/SD - SERM |
| 4.3                   | Q2/94               | Q4/95                | - OS/2 Presentation Manager |
| 5.0                   | Q4/95               | Q3/97                | - OMT (Object-modeling Technique) mit Anwendungsfällen (Use Cases) - Vorgehensmodell - Öffnung des Repositorys (Dokumentation und API) |
| 6.0                   | August 1997         | Juli 1998            | - ER-Modellierung - UML-Modellierung |
| 6.1                   | November 1998       | August 1999          | - Business Workbench - Freie V-Modelle |
| 6.2                   | Oktober 1999        | März 2000            | - Versionierung - API - Mapping von Modellelementen |
| 7.0                   | Januar 2001         | Juli 2002            | - Geschäftsprozessmodellierung mit UML - Modellbrowser - Profile und Namensräume - Business-CASE und CASE-CASE (Mapping) - Schablonengenerierung |
| 8.0                   | September 2002      | Februar 2003         | - Meta (Meta-Modellierung mit UML, gegenwärtig nicht verfügbar) |
| 8.1                   | Juni 2003           | September 2004       | - Benutzerfreundlichkeit - Web-Fähigkeit - XML-Schnittstellen - Object Constraint Language - Eclipse-Integration - Anbindung an PVCS Dimensions |
| 9.0 InnovatorAOX 2006 | Dezember 2005       | Juni 2006            | - UML 2 mit Benutzerrollen - Konfigurationseditor für UML2-Profile - Java-API - oAW-Anbindung für Java, C#, C++ - Anbindung an Matlab - V-Modell XT |
| 9.1 Innovator 2007    | Oktober 2006        | Juli 2007            | - LDAP-Import - Artefakte - BPEL - .Net-Framework-API - Schnittstelle zu ARIS Design Platform - MID ModellierungsMethodik M³ |
| 10.0 Innovator 2008   | April 2008          | Oktober 2008         | - Information Management Modeling - Traceability-Wizard (Abhängigkeiten-Editor) - XMI-Export - Umwandeln von Modellelementen - C-Code aus UML2-Modellen |
| 10.1 Innovator 2009   | Juli 2009           | Juli 2009            | - Merge-Tool zum Zusammenführen von Modellversionen - Zentrale Benutzerverwaltung und Authentifizierung - Universally Unique Identifier (UUID) für Modellelemente - Anforderungsdiagramme zur Unterstützung des Anforderungsmanagements - Dokumentationsbausteine - XSD-/WSDL-Import und -Export |
| 11.1                  | April 2010          | Mai 2010             | - Innovator for Business Analysts (Geschäftsprozessmodellierung mit Business Process Model and Notation (BPMN 2.0) und Unified Modeling Language (UML 2.1)) - Maskenflussdiagramm mit erweiterter BPMN - Whiteboard-Diagramm zur Darstellung der Verbindungen zwischen Elementen von BPMN- und UML-Diagrammen - Erweiterte Prüfung von BPMN- und UML-Metamodellen |
| 11.2                  | August 2010         | Oktober 2010         | - Organigramm (Innovator for Business Analysts) - Geschäftsressourcendiagramm (Innovator for Business Analysts) - Zustandsautomat und Zustandsdiagramm (Innovator for Business Analysts) |
| 11.3                  | Dezember 2010       | Dezember 2010        | - Innovator for Database Architects (ER-, SER- und Datenbank-Modellierung) - Strukturdiagramm (Innovator for Business Analysts) - Modellelement Anhang mit beliebigem Dateityp - Modell-Lesemodus mit Möglichkeit für Anmerkungen |
| 11.4                  | August 2011         | September 2012       | - Innovator for Software Architects (UML-Modellierung) - Microsoft Office Integration für Anforderungen - Animation von BPMN-Prozesspfaden (Innovator for Business Analysts) - Änderungsmanagement durch Change-Sets - Farb- und Formoptionen für Diagramme - Smart-Icons zur Anzeige von Zusatzinformationen zu Modellelementen |
| 11.5 11 R5            | November 2012       | Oktober 2015         | - Mehrsprachigkeit für Diagramme - Flexible Ablage von Modellen lokal oder auf dem Server - Prozesslandkarte (Innovator for Business Analysts) - Prozesskostenanalyse (Innovator for Business Analysts) - Export nach Microsoft Excel für Prozesskostenrechnung und Anforderungen (Innovator for Business Analysts) - Kompositionsstrukturdiagramm (Innovator for Software Architects) - Sequenzdiagramm (Innovator for Software Architects) - Verteilungsdiagramm (Innovator for Software Architects) - Einheitliche IDEF1X-Notation in ER-Diagrammen und Datenbankschemata |
| 12.0                  | Juli 2014           | Oktober 2014         | - 64-Bit-Unterstützung - Innovator for Enterprise Architects (ArchiMate®-Viewpoints) |
| 12.1                  | Dezember 2014       | April 2015           | - Vollständige Lokalisierung der Konfigurationsprofile - Unterstützung von Data Vault 2.0 - Datenmodelle visualisieren optional Relationen zwischen ER-Sichten und DB-Views - "Beamer" ermöglicht mit rollengerechten Abbildungsthemen flexibel und fokussiert Elemente abzuleiten - Impact-Analyse zeigt mittels Graphen die Vernetzung von Modellelementen - Modellexport nach smartfacts (cloud-basiertes Model-Warehouse, Kollaborations- und Integrationsplattform für IT-Modelle)                                                                                      |
| 12.2                  | Juni 2015           | Juli 2015            | - Erweiterung von Innovator for Database Architects im Bereich Business Intelligence/Data-Warehouse (multidimensionale Modellierung, NoSQL) und Umbenennung in Innovator for Information Architects - Modellsprache und Anzeigesprachen mit entsprechender Silbentrennung - Abhängigkeiten zwischen beliebigen Diagrammen |
| 12.3                  | Oktober 2015        | März 2016            | - Erweitertes Änderungsmanagement mit Modellierungsschritten zur Übernahme in andere Modellbranches - Vergleich ganzer Modelle bezüglich Modellinhalt und/oder Konfiguration (UML-Profile für alle Modelltypen) - Verbesserte Darstellung von Textunterschieden |
| 13.0                  | April 2016          | Juli 2016            | - Erweitertes Rückgängigmachen und Wiederherstellen (Undo/Redo) - Schnelles Erstellen und Erfassen wesentlicher Eigenschaften von Elementen in Tabelle für Inhalte - Hilfslinien im Diagramm zur Anordnung von Knoten - Anforderungen als spezielle Textdefinition im Spezifikationseditor |
| 13.1                  | Oktober 2016        | Dezember 2017        | - Unterstützung von ArchiMate® 3 - Unterstützung des OMG-Standards "Decision Model and Notation (DMN)" - Impact-Analyse verwaltet Konfigurationen - Tastaturbedienung in Diagrammen |
| 13.2                  | August 2017         | August 2017          | - Grafischer und logischer Diagrammvergleich - Editor für Datenbank-Views mit IntelliSense-Unterstützung - Assistent für DDL-Export |
| 13.3                  | November 2017       | August 2018          | - Neuer Merge-Editor zum Zusammenführen von Modellversionen unter Berücksichtigung von Referenzzeitpunkt und Change-Sets - Neues Administrationsprogramm mit zentraler Benutzerverwaltung |
| 14.0                  | Juli 2018           | August 2018          | - Versionsverwaltung erneuert - Vergleich von Profilen der Modellkonfiguration - Datenbankunterstützung erweitert |
| 14.1                  | April 2019          | November 2019        | - DMN-1.1-Unterstützung mit Entscheidungssimulation - Modellierung von Unternehmensarchitektur mit ArchiMate® 3.1 - Systems Engineering mit SysML 1.5 - Export und Import von Modelldaten mit Microsoft Excel |
| 14.2                  | November 2019       | März 2021            | - Impact-Analyse als Diagrammtyp mit Konfiguration von Inhalt und Anzeige - SQL-basierte Suchfunktion für komplexe Abfragen - DMN-1.2-Unterstützung mit Entscheidungsservices |
| 14.3                  | Mai 2020            | April 2021           | - Sprachunterstützung für alle Sprachen der Mitgliedsstaaten und Beitrittskandidaten der Europäischen Union sowie Russisch und Türkisch - Export und Import von Schnittstellendateien für Übersetzungen - Effizientere Modellierung der Unternehmensarchitektur (Konzeptdiagramme) |
| 15.0                  | Januar 2021         | Juli 2021            | - Merkmale fachlich identischer Objekte können für die entsprechenden methodenspezifischen Modellelemente synchronisiert werden - Aktualisierte Schnittstelle zum SAP Solution Manager (Synchronisationsübersicht) - Plattformmodernisierung (Laufzeitumgebung Microsoft .NET Core) und Installationstechnologie MSIX |
| 15.1                  | September 2021      | August 2022          | - Verbessertes Rückgängig und Wiederherstellen durch Befehlshistorie - Positionierung von Rahmentiteln - Erweiterte PowerShell-Unterstützung für Administratoren - API-Management mit OpenAPI-Generierung |
| 15.2                  | Juni 2022           | März 2023            | - Dynamische Viewpoints für ArchiMate® - Schachtelung für ArchiMate®-Beziehungen - Verbesserte Tabelleneditoren (Beziehungseigenschaften, Filter) - Textausrichtung in Labelknoten |
| 16.0                  | Juni 2023           | September 2024       | - Benachrichtigungsservice zu Modelländerungen per E-Mail - Ergänzung der Konfiguration direkt im Modelleditor - Aktualisieren der Konfiguration im Modelleditor - Paralleles Übersetzen von Modellelementen in mehrere Sprachen |
| 16.1                  | November 2024       |                      | - Confluence-Integration via OSLC - REST-API - Dashboards für Modellinhalte |

## Artikel
- Johannes Mickel: Modellgetriebener Ansatz zur Optimierung von Shopfloor-Datenstrukturen für den Einsatz einer Streaming Data Platform. In: OBJEKTSpektrum. Online Themenspecial Industrie 4.0. 07/2018.
- Elmar Nathe: Vom Sammler zum Lenker – Big Data Analytics in der Fertigung. In: Industrieanzeiger. 07/2018.
- Michael Müller: Data Vault: Modellierungsansatz für ein Data Warehouse. In: it-daily.net, 04/2017.
- Bernhard Lauer: DMN-Modellierung mit Innovator 13.1. In: dotnetpro. 11/2016.
- Michael Müller: Agilität durch Automatisierung des Data Warehouse. In: manage it. 9–10/2016.
- Katja Eisentraut, Michael Jacob, Carl-Werner Oehlrich, Herbert Schwander: Aggregation und Kompostierung: Was ist da noch mal der Unterschied? In: OBJEKTspektrum. 05/2013.
- G. Rempp, M. Akermann, M. Löffler, J. Lehmann: Model Driven SOA Springer 2011
- Marcus Groß: Der Schlüssel zu erfolgreichen Software-Entwicklungsprojekten. In: eGovernment Computing. 14. Mai 2009.
- Christian Brandes, Andreas Ditze, Christian Kollee, David Kreische: Modellbasiertes Testen praxisgerecht realisiert: Vom UML2-Profil zum Testmanagement-Werkzeug. (PDF; 3,2 MB). In: OBJEKTspektrum. März 2008.